# Jack Rose (Gitarrist)

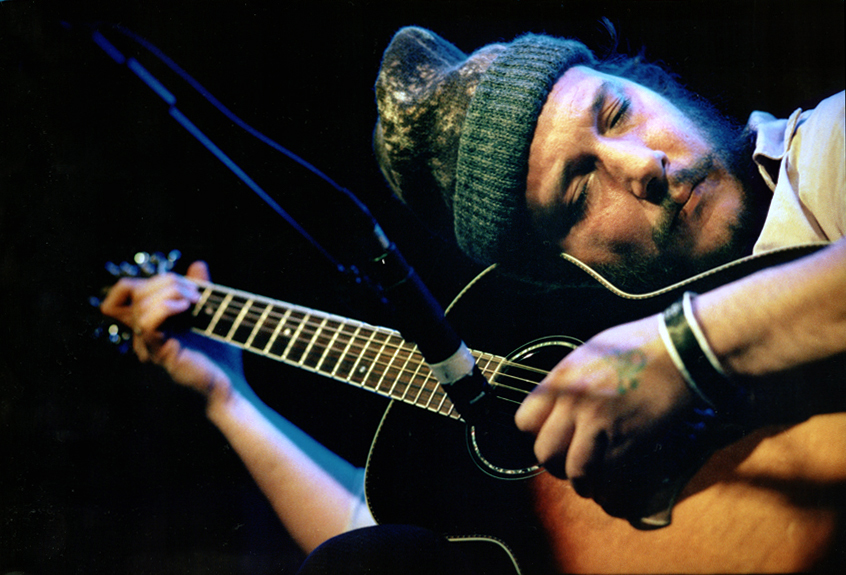
Jack Rose im London, the Luminaire (2007)

Jack Rose (* 16. Februar 1971; † 5. Dezember 2009 in Philadelphia) war ein US-amerikanischer Gitarrist. Er war im Jahr 1993 ein Gründungsmitglied der Noise-Band Pelt und spielte hauptsächlich Akustikgitarre. Seit dem Jahr 2002 verfolgte er auch seine Solokarriere und brachte eigene Alben heraus. Jack Rose starb an den Folgen eines Herzinfarkts.

## Diskografie

### Dr. Ragtime
- Doctor Ragtime CD-R (2002) (Tequila Sunrise), ed. 50
- Dr. Ragtime – "Buckdancer's Choice" b/w "Dark Was the Night, Cold Was the Ground" 7" EP (2005) (Sacred Harp Library), ed. 500
- Dr. Ragtime "Alap" b/w "Flirtin' with The Undertaker" 78rpm EP (2005) (Life is Hard), ed. 6
- Dr. Ragtime and His Pals LP (2008) (Tequila Sunrise), an edition of 100 for the Terrastock Festival, containing 4 extra songs from the final LP release, and an alternate cover silk-screened by Brooke Sietinsons of Espers
- Dr. Ragtime and His Pals CD/LP (2008) (Beautiful Happiness/Tequila Sunrise), LP ed. of 1000

### Jack Rose
- Hung Far Low, Portland, Oregon CD-R (2001) (self-released/Klang Industries)
- Red Horse, White Mule LP (2002) (Eclipse Records), ed. 500
- Opium Musick LP (2003) (Eclipse Records), ed. 1000
- Raag Manifestos LP (2004) (Eclipse Records), ed. 1000
- Kensington Blues CD/LP (2005) (VHF Records/Tequila Sunrise), ed. 500. Open edition on VHF.
- Untitled I & II 7" EP (2006) (Tequila Sunrise), ed. 500
- Jack Rose CD/LP (2006) (aRCHIVE/Tequila Sunrise), ed. 1000
- Split with Silvester Anfang 7" EP  (2007) (Funeral Folk)
- I Do Play Rock and Roll CD/LP (2008) (Three Lobed Recordings), LP ed. 938
- Jack Rose and The Black Twigs 7" EP (2008) (The Great Pop Supplement), ed. 500
- The Black Dirt Sessions LP (2009) (Three Lobed Recordings), LP ed. 2021
- Jack Rose and The Black Twig Pickers LP (2009) (Klang Industries), ed. 1000
- Jack Rose and The Black Twigs 7" EP (2009) (The Great Pop Supplement) ed. 400

### Compilations
- Klang VII CD-R (1999) (Klang Industries)
- Wooden Guitar CD/LP (2003; 2008) (Locust Music)
- Golden Apples of the Sun CD (2004) (Bastet)
- Imaginational Anthem CD (2005) (Near Mint Records)
- By the Fruits you Shall Know the Roots 3xLP (2005) (Eclipse/Time-Lag)
- Meet the Philly Elite (with Meg Baird, Kurt Vile, and US Girls) 7" (Kraak)